# Harman Becker Automotive Systems
Harman Becker Automotive Systems GmbH, более известная как Becker, является производителем автомобильного электронного оборудования. Он является частью автомобильного подразделения американской производственной компании Harman International Industries, дочернего предприятия южнокорейской компании Samsung Electronics.
Эта фирма была основана в 1949 году из ремонтной мастерской в баденском городке Пфорцхайм. Её основателем был Макс Эгон Беккер (умер в 1983 году). В 1953 году был запущен первый автомобильный радиоприемник с автоматическим поиском радиостанций. В 1955 году компания начала производство авиационных радиоприемников. С самых ранних дней её существования, Harman Becker Automotive Systems была поставщиком для Mercedes-Benz.
.В 1987 году компания выпустила автомобильный приемник компакт-дисков. В то время у компании было 1300 сотрудников и два завода.В ноябре 2016 года стало известно, что Samsung Electronics приобрела Harman за восемь миллиардов долларов США. Приобретение было завершено 10 марта 2017 года.

## История
Нынешняя компания восходит к немецкому производителю автомобильных радиоприемников и навигационных систем Becker. Эта фирма была основана в 1949 году из ремонтной мастерской в баденском городке Пфорцхайм . Его основателем был Макс Эгон Беккер. В 1953 году был выпущен первый автомобильный радиоприемник с автоматическим поиском станций.В 1955 году компания Becker начала производство авиационных радиостанций. В 1987 году Борис Беккер выпустил автомобильный CD - ресивер.  В 1995 г. фирму (помимо авиационногоподразделение Becker Flugfunkwerke GmbH (позже Becker Avionics, которое с 2016 года оставалось под контролем Роланда Беккера, сына основателя)).  В то время у Becker было 1300 сотрудников и два завода. 
Компания с головным офисом в Карлсбаде недалеко от Карлсруэ и другими базами в США и Венгрии разработала и интегрировала комплексные информационно-развлекательные системы по всему миру. Ассортимент ее продукции простирается от навигационных систем, голосового управления и человеко-машинных интерфейсов до аудио- и развлекательных технологий. С первых дней своего существования Harman Becker Automotive Systems была поставщиком Mercedes-Benz ,  но также поставляет другие марки, такие как Audi , Peugeot , Hyundai , а также роскошные марки Ferrari , Rolls-Royce , BMW и MINI.. Во всем мире Harman Becker имеет 28 баз в Германии, США, Великобритании, Франции, Швеции, Венгрии, Канаде, Мексике, Южной Африке (до 2008 г.), Японии, Южной Корее и Китае. С 11 января 2010 года компания Harman Becker Automotive Systems ушла с рынка мобильной навигации. Торговые марки Becker Traffic Assist, Becker Traffic Assist Pro и др. были переданы United Navigation . Под крышей последнего продолжают работать бренды Falk и Becker.С 2008 года, в рамках стратегии материнской компании Harman International, подразделения компании все чаще базировались в странах с низкой заработной платой , так что количество сотрудников на ее предприятиях в Германии сократилось .Площадки компании в Хехингене , Филлинген-Швеннингене ,Шайдте и Гамбурге (ведущая разработка навигационного программного обеспечения Innovative Systems, проданная в 2008 году компании Neusoft China как Neusoft Technology Solution были закрыты или проданы. Известно, что в ноябре 2016 года Samsung Electronics приобрела Harman за восемь миллиардов долларов США.Приобретение было завершено 10 марта 2017 года.